# Cornelis Anthonius Steger
Cornelis Anthonius Steger (Den Haag, 30 november 1827 – Den Haag, 24 mei 1904) was de eerste stenograaf (snelschrijver) in Nederland. Hij diende als directeur van de stenografische dienst van de Staten-Generaal en ontwierp een eigen methode, het stelsel-Steger, gebaseerd op het Franse stenografiesysteem.

## Levensloop
Cornelis Anthonius Steger was een zoon van commies van belastingen Nicolaus Steger. Hij volgde het gymnasium in Katwijk aan den Rijn, Daarna was hij werkzaam op een procureurskantoor in Den Haag, dat wij weldra verliet voor een betrekking bij de griffie van de arrondissementsrechtbank aldaar. Later veranderde hij van carrière en kreeg hij een plaats bij de redactie der Nederlandse staatcourant, onder voorwaarde dat hij zich op de beoefening der stenografie of snel schrijfkunst zou toeleggen. Paul Tétar van Elven werd hierin zijn leermeester. In 1849 legde Steger zijn eerste proeven van welgeslaagde stenografie af en vlak daarna ontving hij een aanstelling bij de stenografische dienst op het Binnenhof. Hij volgde de in 1886 overleden J.J.F. Noordziek op als directeur bij de stenografische dienst van de Staten-Generaal.
Hij schreef De stenographie in Nederland (1859), Handleiding tot de kennis der Nederlandse stenographie (1867) en Geschiedenis der snelschrijfkunst (1878).